# ジョイス・デウィット
ジョイス・デウィット（Joyce DeWitt、1949年4月23日 - ）は、アメリカ合衆国の女優。1977年から1984年までABCのシットコム『スリーズ・カンパニー』でジャネット・ウッド（Janet Wood）を演じた事で知られている。

## 生い立ち
ウェストバージニア州ホイーリングで生まれ、インディアナ州インディアナポリス郊外のスピードウェイで育つ。スピードウェイ・シニアハイスクールを卒業後、一時インディアナポリス・モーター・スピードウェイのチケット売り場で働いていた。母親からイタリア系、父親からオランダ系の血をひいている。インディアナ高校法医学協会を通じてスピーチとディベートに参加。ボール州立大学で演劇の学士号を取得した後、カリフォルニア州に移りカリフォルニア大学ロサンゼルス校で修士号を取得し、1974年に卒業した。

## 経歴

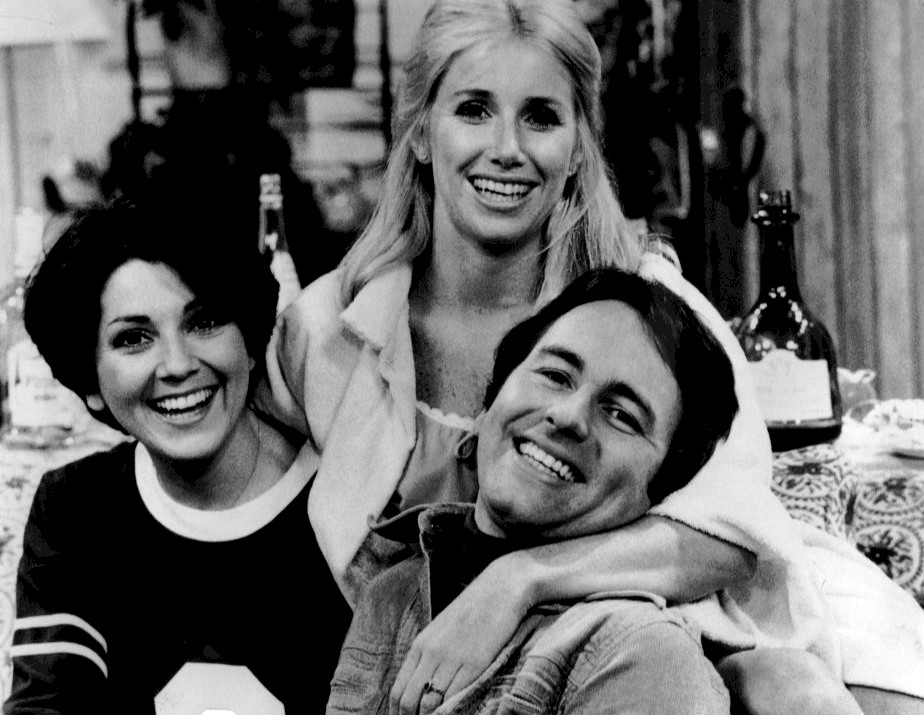
1977年『スリーズ・カンパニー』宣伝写真。スザンヌ・ソマーズ、ジョン・リッターと。

デウィットは13歳で初舞台を踏んだ。大学在学中は、『刑事バレッタ』でデビューするまで秘書として働いた。ネット上の噂に反し、俳優エイブ・ヴィゴダに師事した事は無く、2人は会ったことも無かった。卒業の翌年、劇場の夏季公演に出演中、舞台監督とUCLAシアターの教授は、美術学修士（MFA）課程を修めるためにカリフォルニアに行くよう彼女を説得した。
デウィットの最も有名な役は、2回目のパイロットに出演した後に1977年から1984年までレギュラー出演した『スリーズ・カンパニー』のジャネット・ウッド役である。
『スリーズ・カンパニー』が1984年に終了した後、ABCの連続テレビドラマ『ファインダー・オブ・ロスト・ラヴズ』の1984年のエピソードに出演し、その後数年間演技から遠ざかった。1991年6月、ミシガン州のチェリー・カウンティ・プレイハウスの舞台『ノイゼズ・オフ』で演技の仕事を再開した。1995年、コメディテレビ映画『Spring Fling』に出演。1997年、テレビアニメ『ピンキー&ブレイン』のエピソードに、別の女優が声優を務めた彼女をモデルにしたキャラクターが登場。1995年、『シビル』のエピソードに出演し、1998年、『Living Single』の最終回前のエピソードにカメオ出演した。2000年代に入ってからの出演作には、『Hope Island』、『The Nick at Nite Holiday Special』などのテレビ番組が含まれる。
2003年のNBC-TVのテレビ映画『Behind the Camera: The Unauthorized Story of Three's Company』の製作者に名を連ね」、司会を務めた。 女優のメラニー・パクソンがデウィットを演じた。2008年、『Failing Better Now』と言う独立系映画にも出演。
2009年、カナダのカルガリーで舞台『Married Alive』に出演。2011年、ニューヨークの舞台『Miss Abigail's Guide to Dating, Mating & Marriage』で主演。同年、カナダのハミルトンにあるシアター・アクエリアスの舞台『ディナー・ウィズ・フレンズ』にも出演。
2012年、2つの異なる劇場で『ラヴ・レターズ』に出演、それぞれタブ・ハンター、トニー・ダウと共演した。同年、スザンヌ・ソマーズのトーク番組『Suzanne Somers: Breaking Through』に出演し、『スリーズ・カンパニー』の思い出を語り合った。ソマーズは2人の間に生じた対立を謝罪し、2人は共演者であったジョン・リッターと最後に話したときの逸話を交換し合った。2018年、ニュージャージー州のハンティントン・ヒルズ・プレイハウスの舞台『Nunsense』でマザー・スーペリアを演じた。

## 慈善活動
デウィットは飢餓とホームレスに関するキャピトル・ヒル・フォーラムに下院、上院のメンバーと参加し、ハリウッドの家族支援プログラム紹介のホスト役を務めた。ホワイトハウスで飢餓撲滅大統領賞の国際アワード・セレモニーのホスト役を務め、ジョン・F・ケネディ・センターにおける世界食料デー祭でジェフ・ブリッジスと共にホスト役を務めた。

## 逮捕
2009年7月4日、デウィットはカリフォルニア州エル・セグンドで飲酒運転の容疑で逮捕された。報道によると、警察は彼女が公園近くのバリケードを通り過ぎた後に拘引した。警官は彼女が飲酒している兆候を認め、野外飲酒検査を実施した後に女優を逮捕した。彼女は警察署で記録され、召喚状を渡され、彼女自身の誓約保証金により釈放された。2010年5月27日、彼女は罪状に異議を唱えず、3年間の保護観察下に置かれ、9か月のアルコール依存症治療プログラムを受けるよう命じられた。また、510ドルの罰金と罰金賦課額を支払うよう命じられた。彼女の申し立てにより、2番目の軽犯罪の罪状は却下された。

## フィルモグラフィー

### 映画
| 年   | タイトル           | 役名                      |
| ---- | ------------------ | ------------------------- |
| 2009 | Call of the Wild   | Jolene                    |
| 2010 | Failing Better Now | Irene                     |
| 2011 | The Great Fight    | Randi Toney               |
| 2014 | Snapshot           | First Lady                |
| 2015 | Rock Story         | Judge Carol Anne Connelly |
| 2018 | The Savant         | Detective Randi Toney     |

### テレビ
| 年        | 原題                             | 邦題                         | 役名                         | 備考                                 |
| --------- | -------------------------------- | ---------------------------- | ---------------------------- | ------------------------------------ |
| 1975      | Baretta                          | 刑事バレッタ                 | Mother Earth                 | 1エピソード                          |
| 1976      | Most Wanted                      | 特捜隊長エバース             | Cindy                        | テレビ映画                           |
| 1977–1984 | Three's Company                  | スリーズ・カンパニー         | Janet Wood                   | メインキャラクター（170 エピソード） |
| 1978      | With This Ring                   |                              | Jilly Weston                 | テレビ映画                           |
| 1979      | Supertrain                       | 原子力超特急スーパートレイン | Natalie Smithburne           | 1エピソード                          |
| 1979      | The Ropers                       |                              | Janet Wood                   | 1エピソード                          |
| 1979      | The Love Boat                    | ラブ・ボート                 | Jackie Landers               | 1エピソード"                         |
| 1980      | The B.B. Beegle Show             |                              | Herself (guest star)         | テレビパイロット                     |
| 1984      | Finder of Lost Loves             |                              | Lynn Powell                  | 1エピソード                          |
| 1995      | Spring Fling!                    |                              | Linda Hayden                 | テレビ映画                           |
| 1995      | Cybill                           | シビル                       | Psychic Pals Host            | 1エピソード                          |
| 1998      | Living Single                    |                              | Herself (guest star)         | 1エピソード                          |
| 1998      | Twitch City                      |                              | Herself (guest star)         | 1エピソード                          |
| 2000      | Hope Island                      |                              | Laetitia Barton              | 1エピソード                          |
| 2003      | The Nick at Nite Holiday Special |                              | Miss DeWitt, The Housekeeper | テレビスペシャル                     |
| 2014      | My Boyfriends' Dogs              |                              | Nikki                        | テレビ映画                           |